# Nervilia macroglossa
Nervilia macroglossa là một loài thực vật có hoa trong họ Lan. Loài này được (Hook.f.) Schltr. mô tả khoa học đầu tiên năm 1911.